# Bardin Knoll
Der Bardin Knoll (russisch Гора Плоская Gora Ploskaja) ist ein kleiner Hügel in den Prince Charles Mountains des ostantarktischen Mac-Robertson-Lands. Er ragt am nordöstlichen Ende eines Berggrats auf, der die Pagodroma Gorge von den Bardin Bluffs trennt. 
Das Antarctic Names Committee of Australia benannte ihn in Anlehnung an die Benennung der Bardin Bluffs. Deren Namensgeber ist der sowjetische Geowissenschaftler W. I. Bardin, der im Rahmen mehrerer Kampagnen sowjetischer Antarktisexpeditionen Pionierstudien zur Glazialgeologie im Gebiet der Prince Charles Mountains durchgeführt hatte.